# Angelo Gozzadini
Angelo Gozzadini (* 1573 in Bologna; † 29. März 1653 in Civita Castellana) war ein römisch-katholischer Geistlicher, der von 1616 bis 1621 als  Erzbischof von Naxos und von 1621 bis 1653 als Bischof von Civita Castellana e Orte amtierte.

## Leben
Angelo VI. Gozzadini entstammte dem alten bolognesischen Geschlecht der Gozzadini. Er wählte schon früh den geistlichen Stand und begab sich nach Rom, wo er die juristische Doktorwürde erwarb und das Kanonikat Santa Veneranda empfing, das er 1598 seinem Verwandten Januli VIII. abtrat. Er wurde daraufhin Kanoniker der Kathedrale des Bistums Kreta und am 9. Juni 1605 deren Dekan.
Am 27. Januar 1616 wurde Gozzadini von Papst Paul V. als Nachfolger des Dionisio Reudio zum Erzbischof der Kykladen-Insel Naxos sowie am 14. Februar 1616 zum Suffragan der Kirche von Bologna ernannt. Das erzbischöfliche Palais von Naxos bewahrt zahlreiche seiner Verwaltungsakte auf. Er hatte viel unter den Angriffen der Türken zu leiden, die 1617 den Archipel heimsuchten und der Herrschaft seines Geschlechts auf Siphnos und Kythnos ein Ende setzten.
Am 25. Oktober 1621 wurde Gozzadini von Papst Gregor XV. zum Bischof von Civita Castellana e Orte ernannt und verließ nun die Region der Ägäis. An der Spitze des Erzbistums Naxos folgte ihm Marco Antonio Quirino. Gozzadini lebte seitdem fortwährend in Italien. In seinem Bistum bemühte er sich um die Umsetzung der Dekrete des Konzils von Trient, indem er mehrere Pastoralbesuche durchführte und drei Synoden einberief, deren Beschlüsse später veröffentlicht wurden. Er starb am 29. März 1653 im Alter von etwa 80 Jahren in Civita Castellana und wurde in der dortigen Kathedrale beigesetzt.